# Mausoleopsis pilifera
Mausoleopsis pilifera är en skalbaggsart som beskrevs av Moser 1909. Mausoleopsis pilifera ingår i släktet Mausoleopsis och familjen Cetoniidae. Inga underarter finns listade i Catalogue of Life.